# 默特尔比奇 (南卡罗来纳州)
默特尔比奇（Myrtle Beach ），又称默特尔海滩，属于霍里县，是美国南卡罗来纳州的一座著名海滨旅游城市。

## 友好城市
- 阿根廷皮纳马尔
- 英国基斯利
- 加拿大安大略省伯灵顿
- 爱尔兰基拉尼